# Prigrevica
Prigrevica (in serbo Пригревица?) è un villaggio situato nella municipalità di Apatin, nel Distretto della Bačka Occidentale, nella provincia autonoma di Voivodina.

## Popolazione
La popolazione di Prigrevica è di 4 781 abitanti (censimento del 2002) di cui:
- Serbi: 4 569 abitanti
- Croati: 50 abitanti
- Jugoslavi: 29 abitanti
- Ungheresi: 21 abitanti
- Altre popolazioni: 112 abitanti

Evoluzione Demografica
- 1948: 5 219 abitanti
- 1953: 5 480 abitanti
- 1961: 5 449 abitanti
- 1971: 5 033 abitanti
- 1981: 5 026 abitanti
- 1991: 4 842 abitanti
- 2002: 4 781 abitanti